# Їдка пряжа
«Їдка пряжа» (англ. Crewel Lye: A Caustic Yarn) — фентезійний роман американського письменника Пірса Ентоні, восьма книга в серії «Ксант».
«Їдка пряжа» містить оповідання в романі, в якому один із привидів Замку Рона, Джордан Варвар, розповідає принцесі Іві свою історію зради та смерті через мага-медіума Гобелена.

## Сюжет
Принцеса Іві, якій на той час у романі виповнилося 5 років, просить одного із привидів замку Роогна розповісти їй, як він став привидом. Айві використовує свій талант розширення — і трішки їдкого Крівель Лай, щоб позбутися століть накопиченого бруду — для поліпшення діапазону та чіткості магічного гобелена замку Роонья. Гобелен — це жіноча пряжа, яка дозволяє кожному переглядати останні чи історичні події (хоча воно не здатне порушити змову дорослих, а також не містить звуку). Привид, відомий як Джордан Варвар, жив 400 років тому, починає свою історію з переказу того, як вирушив у пригоду зі своїм конем Пуком.
Джордан мав магічний талант самолікування — що було корисно, коли під час подорожей його різали, кололи та розчленовували. В одному з таких випадків жінка знаходить його тяжко пораненим та затягує його до своєї дачі, не знаючи про його талант. Джордан закохується в цю жінку, Треноді. На жаль, злий чарівник Інь-Ян вже претендував на Треноді як на дружину, й був готовий зробити все, щоб її отмати.
Маючи намір врятувати Джордана від Інь-Ян, Треноді здається, що вона зрадила Джордана. Вона розрізає його на шматки й поховає кожен шматок в іншому віддаленому місці — знаючи, що якщо шматки повторно приєднати, він зможе вилікувати себе. Однак вона ніколи не може звільнитися від Інь-Яна на тривалий період часу, щоб зібрати розчленоване тіло Джордана й зрештою завершує життя самогубством.
Почувши розповідь Джордана, Айві вирішує самостійно зібрати частини тіла. Розмістивши їх поблизу, шматочки з’єднуються й вкриваються м’язами та шкірою (процес прискорився за рахунок магічного впливу Іві). Джордан знову живий, проте він хоче, щоб його нове кохання, привид Рені, теж знову ожив. Коли Айві та Джордан використовують регенеруюче зілля на рештках Рене (після випадкового транспортування Стенлі Стімера немовлям Драконом Гепом), Треноді виходить зі своєї могили.
Треноді пояснює, що її «жорстока брехня» була для захисту Джордана. Через деякий час варвар пробачає її, й вони одружуються.

## Головні герої
- Джордан
- Треноді
- Пук Пука
- Їнь-Ян
- Іві